# Почтовая война
Почто́вая война́ — название споров между двумя почтовыми администрациями, которые приводят к отказу одной администрации принимать и (или) пропускать почтовые отправления другой администрации. К почтовым войнам относятся также случаи провокационного нарушения положений Всемирной почтовой конвенции и несоблюдения международных договоров и обычаев вроде эмиссии какой-либо почтовой администрацией почтовых марок, содержание которых представляет собой вмешательство во внутренние дела другого государства. Почтовые (марочные) войны могут приводить к дипломатическим осложнениям и политическим конфронтациям и иногда быть частью вооружённых конфликтов.

## История
Первые почтовые войны известны уже в XVI веке. К примеру, такие войны велись между почтовыми ведомствами Турн-и-Таксис и городскими почтами имперских городов и цеховыми почтами (к примеру, мясницкой почтой) на территории тогдашней Священной Римской империи. Причиной таких войн послужило нежелание городских и цеховых почт признавать введённую эдиктом императора почтовую монополию дома Турн-и-Таксис, назначенного генеральным почтмейстером империи. Во время таких почтовых войн совершались нападения на конных гонцов и посыльных, разрушались почтовые помещения и здания.
В более позднее время к почтовым войнам приводили натянутые отношения между разными государствами или занятые почтовыми администрациями различные позиции в отношении порядка расчёта почтовых сборов и других вопросов почтовой связи.

## Примеры почтовых войн и конфликтов

### Гражданская война в США (1861—1864)
В период гражданской войны в США почтовое ведомство северных штатов не признавало знаков почтовой оплаты Конфедеративных Штатов Америки. С 1861 года по 1864 год между двумя воюющими сторонами не производился обмен почтой.

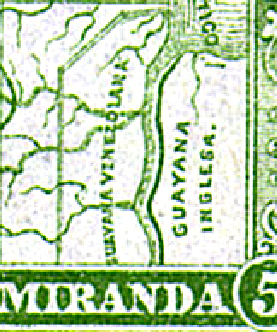
Фрагмент марки Венесуэлы (1896) с картой частей Гвианы(Sc #137)

### Венесуэла (1896)
В 1896 году почтовая администрация Венесуэлы выпустила марку, приуроченную к 80-летию со дня смерти героя освободительной борьбы генерала Миранды. На марке была помещена карта, на которой часть Британской Гвианы была изображена как территория Венесуэлы. Выпуск марки вызвал решительный протест со стороны правительства Великобритании.

### Доминиканская Республика и Гаити (1900)
В 1900 году острый дипломатический конфликт из-за марок с географическими картами возник между Доминиканской Республикой и Республикой Гаити. Под угрозой со стороны Гаити начать военные действия доминиканская администрация изъяла весь тираж провокационной серии марок с неправильно указанными границами (Sc #111—119).

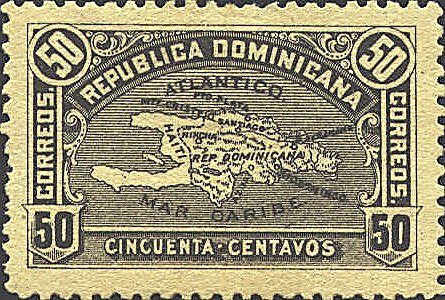
Одна из марок серии, изданной в 1900 году почтовой администрацией Доминиканской Республики, с картой острова Эспаньола, на которой «прихвачен» кусок гаитянской территории

### Гражданская война на Украине (1918)
С весны до ноября 1918 года (до момента подписания соглашения между гетманом Скоропадским и Главкомом Вооружённых Сил Юга России Деникиным) Украинская Народная Республика поддерживала сухопутную блокаду Крыма, включая запрет на почтовое сообщение. В ноябре 1918 года в Крым пришли письма, открытые письма и другая корреспонденция, задержанные на полгода.

### Парагвай и Боливия (1927—1935)
В конце 1920-х годов начался конфликт между Парагваем и Боливией вокруг плато Гран-Чако, который получил отражение на марках каждой из стран. Начиная с 1927 года соперничавшие государства изображали Гран-Чако в качестве собственной территории. Обмен притязаниями на владение этим плато, в том числе с помощью марок, обернулся в итоге кровопролитной Чакской войной 1932—1935 годов.

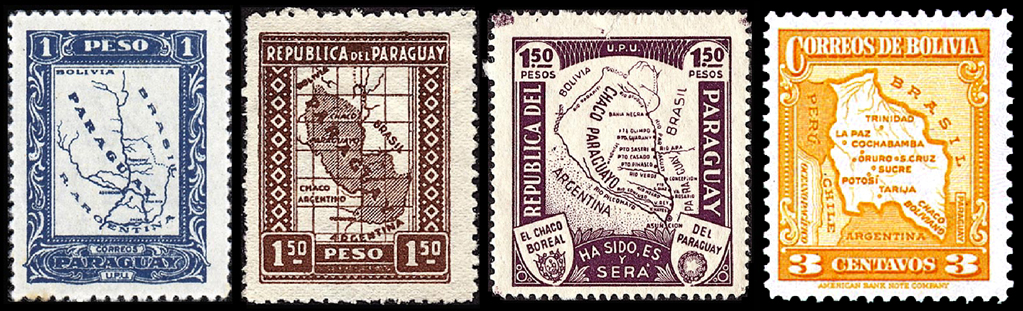
Хроника конфликта: Парагвай — 1924, 1927 и 1932(Sc #254, 292 и 323); Боливия — 1928—1935(Sc #220). На марке Парагвая 1924 года граница с Боливией не указана, в 1927 году — проходит севернее Гран-Чако, в 1928 году — продвинута ещё дальше с обозначением территории как «Северное Чако Парагвая» и лозунгом «Было, есть и будет (парагвайским)». На марке Боливии спорная область названа «Боливийское Чако»

### Никарагуа и Гондурас (1935—1960)
Серьёзные разногласия вокруг приграничной территории возникли в первой половине XX века между Никарагуа и Гондурасом. В ходе выяснения взаимных территориальных претензий, начиная с 1935 года, соперничавшие стороны эмитировали почтовые марки, изображавшие карты с исправленной границей в пользу одного или другого государства, что ещё более накаляло обстановку. Дело в конце концов пришлось рассматривать в 1960 году в международном суде, который признал территориальные права Гондураса законными. Никарагуа тем не менее не соглашалось с этим решением вплоть до 2003 года.

### Италия и Перу (1961)

Марка Италии (1961, 205 лир): «Розовая Гронки»(Sc #834) и её исправленный вариант(Sc #834а)

В центре итальянско-перуанского дипломатического конфликта в 1961 году оказалась марка Италии розового цвета, которая была посвящена предстоявшему визиту её президента Джованни Гронки в ряд южноамериканских государств. На марке была искажена перуанско-бразильская граница, что вызвало официальный протест посла Перу в Италии. Весь тираж бракованной марки был отозван, и вместо неё выпущена миниатюра с уточнённой границей.

### Послевоенная Германия

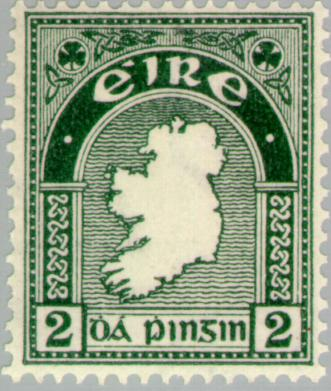

После Второй мировой войны почтовые и марочные конфликты неоднократно возникали между Федеративной Республикой Германии, с одной стороны, и Германской Демократической Республикой и странами Варшавского договора, с другой[≡]. Так, в течение 1964—1969 годов в ФРГ выходили марки с изображением архитектурных памятников на территориях ГДР, ПНР и СССР, входивших в 1923—1937 годах в состав Германии[≡]. Почтовые отправления из ФРГ, франкированные такими марками, возвращались отправителям или признавались неоплаченными.

### Другие почтовые и марочные конфликты
Ирландия издавала стандартные марки, на которых страна была показана как единое целое, и тем самым как бы выражала свои претензии на Северную Ирландию, захваченную Англией[≡].
Не единожды в середине XX века наблюдались осложнения межгосударственных отношений в Латинской Америке из-за выпуска почтовых марок с неверно указанной территориальной принадлежностью. И наоборот, страны могли протестовать выпуском марок против существующего раздела территорий. В основных конфликтах и противостояниях были задействованы следующие страны:
- Аргентина и Великобритания (1933—1937 и позднее — вокруг Фолклендских островов)[4][10][11][12][13],
- Аргентина и Чили (1936—1937)[2][11][12],
- Аргентина и Перу (1936—1937)[11][12],
- Гватемала и Британский Гондурас (1939)[2][14].

Особый раздел филателии составляют почтовые выпуски некоторых стран, отображающие их претензии на антарктические территории и прилегающие острова (см. подробнее статью Антарктическая филателия).
| | | |
| 1936: Фолкленды (Мальвины) закрашены как часть территории Аргентины. Кроме того, искажены границы Чили и Перу (Sc #445) | 1937: то же, но материковые границы убраны. Служебная марка с надпечаткой Министерства сельского хозяйства «M. A.» (Sc #OD46) на марке 1937 года (Sc #446) | 1951: антарктический сектор Аргентины. И снова подразумевается, что Фолкленды принадлежат Аргентине (Sc #594)) |

## ВПС и почтовые войны
Всемирный почтовый союз после своего учреждения предпринимал усилия по предотвращению почтовых войн. Статья 32 главы IV Устава Всемирного почтового союза предусматривает разрешение разногласий, возникающих между странами-членами ВПС, мирным путём с помощью арбитража:

Глава IV

Разрешение разногласий

Статья 32

Арбитраж

В случае разногласия между двумя или несколькими Почтовыми администрациями стран — членов, касающихся толкования Актов Союза или ответственности, вытекающей для Почтовой администрации из применения этих Актов, спорный вопрос разрешается арбитражем.

## Современность

### Политические аспекты
Сообразно своему внешнеполитическому курсу и состоянию межгосударственных взаимоотношений, некоторые страны прибегают к запрету на прямое почтовое сообщение с рядом стран и на ввоз оттуда почтовых марок, как это было в случаях экономической блокады, например, Кубы, Ирана и Ирака со стороны США. В то же время ограничения на почтовые и другие виды сообщений могут накладываться международными санкциями ООН, предусмотренными статьёй 41 Устава ООН:

Глава VII: Действия в отношении угрозы миру, нарушений мира и актов агрессии

Статья 41

Совет Безопасности уполномочивается решать, какие меры, не связанные с использованием вооружённых сил, должны применяться для осуществления его решений, и он может потребовать от Членов Организации применения этих мер. Эти меры могут включать полный или частичный перерыв экономических отношений, железнодорожных, морских, воздушных, почтовых, телеграфных, радио или других средств сообщения, а также разрыв дипломатических отношений.

Примерами современных почтовых конфликтов могут также служить разногласия в работе почтовых служб, имевшие место после распада СССР как внутри постсоветских государств, так и между ними.
В 2012 году правительство Великобритании опротестовало подготовку совместного выпуска почтовых марок Израиля и Гибралтара. Причиной конфликта стало изображение на израильской марке Башни Давида, находящейся на аннексированной Израилем территории Восточного Иерусалима. На требование британской стороны заменить изображение Иерусалима какой-нибудь тель-авивской достопримечательностью филателистическая служба Израиля ответила отказом и приняла решение об отзыве проекта совместного выпуска.

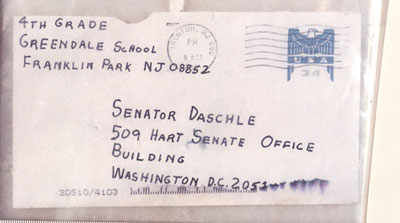
Письмо на имя американского сенатора Тома Дэшла, содержавшее споры сибирской язвы. В результате контакта с письмом в октябре 2001 года погибло двое сотрудников почтового отделения, а также пострадали несколько сотрудников аппарата сенатора

### «Почтовый терроризм»
Почтовые отправления могут использоваться в диверсионных и террористических целях для доставки взрывных устройств, взрывчатых и отравляющих веществ, бактериологического оружия.

### Интернет
Создание и расширение сферы электронной почты и различных видов информационных технологий сопровождается ныне почтовыми войнами в виртуальном пространстве.